# Theodoros Batatzes
Theodoros Batatzes (mittelgriechisch Θεόδωρος Βατάτζης; † vor 1166) war ein ranghoher byzantinischer Militär und Schwiegersohn des Kaisers Johannes II.

## Leben
Theodoros war ein Angehöriger der Offiziersfamilie Batatzes, die von Johannes II. gefördert wurde und im 13. Jahrhundert drei byzantinische Kaiser stellte. Er heiratete um 1130 Johannes’ II. jüngste Tochter Eudokia und war somit Schwager von dessen Nachfolger Manuel I. Aus der Ehe gingen vier Söhne (Alexios, Andronikos, Johannes, Isaak) sowie zwei Töchter (Theodora, Anna) hervor. Eventuell anlässlich der Hochzeit mit der Kaisertochter wurde Theodoros der Titel Pansebastohypertatos verliehen. Unter Manuel I. trug Batatzes überdies die neu geschaffene Würde eines Despotes, womit er in der Hofhierarchie direkt unter dem Kaiser rangierte. Der Titel ist auf Siegeln seiner Söhne Alexios und Johannes überliefert.
Im Auftrag Kaiser Manuels I. war Theodoros Batatzes als Truppenführer an mehreren Militäroperationen auf dem Balkan und in Kleinasien beteiligt. 1150/1151 belagerte er das von den Ungarn besetzte Zeugminon am Zusammenfluss von Save und Donau im Thema Sirmion. Die Verteidiger der Stadt kapitulierten, nachdem die vom ungarischen König Géza II. in Aussicht gestellten Verstärkungen ausgeblieben waren. 1158 begleitete Batatzes den Kaiser auf einem Feldzug gegen den kleinarmenischen Fürsten Thoros II., der sich in Kilikien von Byzanz losgesagt hatte. Dabei gelang es ihm, die wichtige Hafenstadt Tarsos einzunehmen.
Wann und durch welche Umstände Theodoros Batatzes starb, ist nicht überliefert, das Todesdatum ist jedoch vor 1166 anzusetzen.